# مايك أوت
مايك أوت (2 مارس 1995 بميونخ في ألمانيا - ) هو لاعب كرة قدم فلبيني في مركز مهاجم.

## روابط خارجية
- مايك أوت على موقع قاعدة بيانات كرة القدم.إي يو (الإنجليزية)
- مايك أوت على موقع ناشيونال فوتبول تيمز (الإنجليزية)
- مايك أوت على موقع Soccerway.com (الإنجليزية)
- مايك أوت على موقع عالم كرة القدم.نت (الإنجليزية)